# Ángel Sefija
Ángel Sefija es una tira cómica de humor costumbrista, sobre la realidad inmediata que le rodea, realizada por Mauro Entrialgo, publicada semanalmente en la revista El Jueves, de Barcelona (España) desde el año 2000.

## Trayectoria editorial
Ángel Sefija nació como un personaje secundario en las historietas de "Alter Rollo", un pope de la cultura underground que sabe muy bien cómo hacer negocio con ella, y otro de los personajes míticos de Entrialgo. En ellas, Sefija, escritor frustrado y gran observador de la cotidianidad, es uno de los amigos personales de Alter y con el que departe habitualmente sobre los más variados temas. Más bien como observador no participante, con escepticismo y perplejidad analizará en profundidad desde lo superfluo y concreto hasta lo relevante y abstracto.
Su primera aparición en "El Jueves" fue en su número 1215.

## Descripción
Su personaje protagonista es Ángel, un hombre de mediana edad, treinta y muchos, con gafas y barba, y todas las semanas expone a través de su viñeta su disertación filosófica sobre un tema en concreto. Tal y como dice la definición del personaje del proyecto original de serie presentado a El Jueves, Ángel ha escrito un libro investigando el folklore urbano, de escasa acogida por parte del público (unos 12 ejemplares vendidos), un manual de autoayuda firmado con un nombre inglés, que fue un éxito en unas navidades y un libro negro sobre la autobiografía de un personaje del mundo del corazón. Sobrevive también elaborando textos para embalajes de juguetes, entre otras actividades de escritor.
En "Lo más mejor de Ángel Sefija" se dice sobre el protagonista: "Más que un escritor, es un producto de un tiempo en el que la profesión no define a la persona porque aquella dura menos que esta".
En la viñeta superior de cada historieta, Ángel expone el tema que va a tratar y en las inferiores los distintos puntos de vista del tema, y su conclusión que suele ser de humor irónico. Las viñetas son en color y destaca el estilo cubista en el que se pierde la perspectiva al representar en el mismo plano los dos ojos de los personajes cuando están de perfil. Los dedos de los protagonistas son puntiagudos. Son de importancia los insertos y cualquier información visual sutil.

## Álbumes de Ángel Sefija
- Lo más mejor de Ángel Sefija. 2003, El Jueves.
- Ángel Sefija en la cosa más nimia. 2003, El Jueves.
- Ángel Sefija por tercera vez. 2006, Astiberri.
- Ángel Sefija con cuatro ojos. 2007, Astiberri.
- Ángel Sefija desde el quinto pino.[3] 2008, Astiberri.
- Ángel Sefija con el sexto sentido.[4] 2009, Astiberri.
- Ángel Sefija por los siete mares. 2014, Astiberri.[5]
- Ángel Sefija más chulo que un ocho.[6] 2015, Astiberri.
- Ángel Sefija tras el noveno arte.[7] 2015, Astiberri.
- Ángel Sefija sin cagarse en diez.[8] 2016. Astiberri.
- Ángel Sefija en camisa de once varas.[9] 2017. Astiberri.
- Ángel Sefija en los doce meses del año. 2018. Astiberri.
- Ángel Sefija y sigue en sus trece.[10] 2019. Astiberri.
- Ángel Sefija para acertar los catorce.[11] 2021. Astiberri.
- Ángel Sefija en un cómic del quince. 2024. Astiberri